# GNU 바이너리 유틸리티
GNU 바이너리 유틸리티(GNU Binary Utilities) 또는 GNU Binutils는 여러 종류의 오브젝트 파일 형식들을 조작하기 위한 프로그래밍 도구 모음이다. 현재 버전은 시그너스 솔루션즈의 프로그래머들이 BFD 라이브러리를 이용해 처음부터 만든 것이다. 이는 일반적으로 GCC, make, GDB와 함께 사용된다.
GNU 바이너리 유틸리티는 다음 명령을 포함한다.
- as - 어셈블러
- ld - 링커
- addr2line - 주소를 파일과 줄로 바꾼다.
- ar - 아카이브(압축) 파일을 만들고, 수정하고, 해제한다.
- c++filt - 맹글링된 C++ 심볼들을 원래대로 되돌린다.
- nm - 오브젝트 파일의 심볼을 출력한다.
- objcopy - 오브젝트 파일을 복사한다.
- objdump - 오브젝트 파일에 대한 정보를 출력한다.
- ranlib - 아카이브(압축)를 위한 색인을 만든다.
- readelf - ELF 파일의 내용을 출력한다.
- size - 전체와 부분의 크기를 출력한다.
- strings - 표시할 수 있는 문자열을 출력한다.
- strip - 오브젝트 파일로부터 심볼을 제거한다.
- gprof - 프로파일러

원래 이 꾸러미는 작은 유틸리티만으로 이뤄져 있었으나, 나중에 기능적으로 관련이 깊은 GNU 어셈블러 (GAS)와 GNU 링커 (GLD)가 추가되었다.
GNU 바이너리 유틸리티에 들어있는 프로그램은 대부분 단순한 프로그램이다. 복잡한 구현은 이 프로그램들이 공유하고 있는 BFD, libopcodes 라이브러리에 들어있다.
초기 BFD 버전들은 David Henkel-Wallace와 Steve Chamberlain가 만들었다. Ken Raeburn와 Ian Lance Taylor이 최근까지 관리자를 맡아왔다. 2005년 현재 관리자는 Nick Clifton이다.

## 같이 보기
- GNU